# Hypochrysops rufinus
Hypochrysops rufinus is een vlinder uit de familie van de Lycaenidae. In 1898, publiceerde Grose-Smith voor het eerst op geldige wijze de wetenschappelijke naam van deze soort.